# Berghortensia
Berghortensia (Hydrangea hirta) är en art inom släktet hortensior som växer vild i bergsområden i Japan.